# Малый Зеленчук (верхний приток Кубани)
Ма́лый Зеленчу́к — река в Карачаево-Черкесии. Левый приток Кубани.

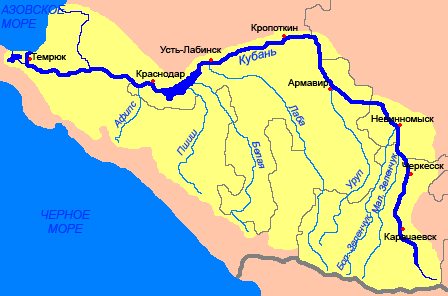
Бассейн Кубани

Длина реки — 65 км, площадь водосборного бассейна — 1850 км². Образуется слиянием рек Маруха и Аксаут, берущих начало из ледников, спускающихся с хребта Эрун, составляющего часть Главного Кавказского хребта. Река течёт на север в узком ущелье. Сливаются обе реки в 5 км ниже станицы Кардоникской.
Малый Зеленчук течёт почти параллельно Большому, в узкой долине, среди высоких берегов, которые понижаются при впадении его в Кубань, у станицы Беломечётской.
Впадает на 732 км по левому берегу реки Кубань. Код водного объекта — 0812000209.